# Lonlay-l'Abbaye
Lonlay-l'Abbaye è un comune francese di 1 241 abitanti situato nel dipartimento dell'Orne nella regione della Normandia. Nel suo territorio si trova l'abbazia benedettina di Lonlay fondata nell'XI secolo.

## Monumenti e luoghi d'interesse
- Abbazia di Lonlay

## Società

### Evoluzione demografica
Abitanti censiti